# 오디오 신호
오디오 신호(영어: audio signal) 또는 소리 신호는 일반적으로 아날로그의 경우 전압의 수준을, 디지털 신호의 경우 일련의 이진수를 사용하여 나타낸 소리 표현이다. 오디오 신호에는 대략 20~20,000 Hz 오디오 주파수 범위의 주파수가 있으며 이는 인간이 들을 수 있는 가청 범위의 하한치와 상한치 사이와 일치한다. 오디오 신호는 직접 합성이 가능하며, 마이크로폰, 악기 픽업, 축음기, 테이프 헤드 등의 트랜스듀서(신호변환기)에서 기원할 수 있다. 스피커나 헤드폰은 전기 오디오 신호를 소리로 다시 변환시킬 수 있다.
디지털 오디오 시스템은 다양한 디지털 포맷으로 오디오 신호를 표현한다.
오디오 채널 또는 오디오 트랙은 멀티트랙 녹화와 소리 보강 등의 조작에 사용되는 스토리지 장치나 믹싱 콘솔의 오디오 신호 통신 채널이다.

## 같이 보기
- 통신
- 이퀄라이저
- 오디오 엔지니어
- 음향 인텐시티
- 스테레오
- 서라운드 사운드